# Etna (album)
Etna – siódmy album studyjny zespołu Bajm wydany 6 września 1995 roku nakładem wytwórni Starling S.A. Spośród dotychczasowych albumów wyróżniał się dynamicznością utworów i zastosowaniem ciężkich brzmień. 
Był jednym z kilku polskich albumów wydanych na MiniDiscu.
5 sierpnia 2000 roku wydano reedycję albumu ze zmienioną szatą graficzną.

## Lista utworów
1. "Most sumień" (Adam Drath, Piotr Bielecki - Beata Kozidrak) – 5:55
2. "Łąki pełne snów" (Piotr Bielecki - Beata Kozidrak) – 4:36
3. "Życie nie jest magią" (Adam Drath - Beata Kozidrak) – 4:43
4. "Dziesięć przykazań" (Beata Kozidrak - Beata Kozidrak) – 4:28
5. "Perłowa" (Adam Drath - Beata Kozidrak) – 4:18
6. "Łatwa miłość" (Tomasz Spodyniuk - Beata Kozidrak) – 3:51
7. "Łysa góra" (Adam Drath - Beata Kozidrak) – 4:01
8. "Dzień za dniem" (Piotr Bielecki - Beata Kozidrak) – 5:09
9. "Etna" (Piotr Bielecki - Beata Kozidrak) – 4:56
10. "Dziecko we mgle" (Adam Drath - Beata Kozidrak) – 4:30

## Teledyski
- Dziesięć przykazań
- Łąki pełne snów
- Dzień za dniem

## Twórcy
- Beata Kozidrak – śpiew
- Tomasz Spodyniuk – instrumenty klawiszowe, harmonijka ustna
- Piotr Bielecki – gitara
- Adam Drath – gitara
- Artur Daniewski – gitara basowa
- Krzysztof Nieścior – perkusja

gościnnie
- Tomasz Hynek – chórek
- Michał Kulenty – saksofon
- Izabela Skowrońska – chórek
- Borys Somerchaf – chórek
- Dorota Szczypior – chórek